# The Big Escape
The Big Escape is een Nederlands televisieprogramma van AVROTROS waarin bekende Nederlanders het met en tegen elkaar (individueel of in teams) opnemen in zogenaamde escaperooms. De presentatie van het programma was in handen van Lauren Verster.

## Opzet
Het doel van iedere aflevering is om het sleutelwoord te ontcijferen door middel van hints. Tijdens iedere aflevering moeten opdrachten worden uitgevoerd, meestal in teamverband, soms individueel, om uit drie escaperooms te ontsnappen. De winnaar van elke opdracht krijgt een hint. Hoe meer hints iemand heeft gekregen, hoe groter de kans om het sleutelwoord te achterhalen. Het sleutelwoord dient te worden doorgebeld aan de gamemaster. Wie het sleutelwoord juist heeft, kan iemand wegstemmen en is immuun voor tegenstemmen, tenzij iedereen het sleutelwoord juist heeft, want dan moet degene met de meeste stemmen uit het spel, zoals het geval was in aflevering 1, seizoen 1 toen Steven Brunswijk het spel moest verlaten.
De sleutelwoorden vormen hints over een gezamenlijk thema dat in de finale geraden moet worden. Hiervoor dienen de sleutelwoorden ingevuld te worden in een puzzel in de laatste escaperoom, waardoor het thema verschijnt in de gekleurde vakjes. Ook dit dient weer doorgebeld te worden aan de gamemaster om de kluis met het prijzengeld te kraken en The Big Escape te winnen. In het derde seizoen werd deze puzzel echter niet gespeeld in de laatste escaperoom, maar aan de "ronde tafel" die in dit seizoen telkens de tweede escaperoom vormde. De winnaar was in dit seizoen degene die in de laatste escaperoom als eerste een vlag aan een kabel kon ophangen. De winnaar verdient de hele pot die tijdens het programma bij elkaar is gespeeld. 
Het eerste seizoen werd gewonnen door Linda Hakeboom die in de finale achtereenvolgens Tygo Gernandt en Giel de Winter versloeg. Het tweede seizoen werd gewonnen door Juvat Westendorp die in de finale Dennis Weening en Francisco Elson versloeg. Het derde seizoen werd gewonnen door Marije Zuurveld die in de finale eerst Renate Gerschtanowitz en vervolgens Giovanni Latooy versloeg.
Er komt zeer waarschijnlijk een nieuw seizoen van The Big Escape. Wanneer de opnames van start gaan is nog niet bekend.

## Seizoen 1 (2017)
De afleveringen van seizoen 1 zijn opgenomen bij Radio Kootwijk.
| Naam              | Week 1 | Week 2 | Week 3 | Week 4 | Week 5 | Week 6 | Week 7 | Week 8 | Week 9 | Week 10 | Opmerking   |
| ----------------- | ------ | ------ | ------ | ------ | ------ | ------ | ------ | ------ | ------ | ------- | ----------- |
| Linda Hakeboom    |        |        |        |        |        |        |        |        |        | Finale  | Winnaar     |
| Giel de Winter    |        |        |        |        |        |        |        |        |        | Finale  | Tweede      |
| Tygo Gernandt     |        |        |        |        |        |        |        |        |        | Finale  | Derde       |
| Lieven Scheire    |        |        |        |        |        |        |        |        |        |         | 9e afvaller |
| Eva Van der Gucht |        |        |        |        |        |        |        |        |        |         | 8e afvaller |
| Nikkie de Jager   |        |        |        |        |        |        |        |        |        |         | 7e afvaller |
| Nadia Poeschmann  |        |        |        |        |        |        |        |        |        |         | 6e afvaller |
| Harry Piekema     |        |        |        |        |        |        |        |        |        |         | 5e afvaller |
| Annette Gerritsen |        |        |        |        |        |        |        |        |        |         | 4e afvaller |
| Nance Coolen      |        |        |        |        |        |        |        |        |        |         | 3e afvaller |
| Michael Boogerd   |        |        |        |        |        |        |        |        |        |         | 2e afvaller |
| Steven Brunswijk  |        |        |        |        |        |        |        |        |        |         | 1e afvaller |

Legenda:
 Kandidaat moest deze aflevering het spel verlaten.
 Kandidaat uit het spel
 Kandidaat is nog in het spel
Afleveringen
| Aflevering | Uitzenddatum      | Kijkcijfers | Geld in de pot | Sleutelwoord |
| ---------- | ----------------- | ----------- | -------------- | ------------ |
| 1          | 6 september 2017  | 317.000     | € 1.834        | water        |
| 2          | 13 september 2017 | 166.000     | € 3.668        | rivier       |
| 3          | 20 september 2017 | 250.000     | € 5.294        | Gelderland   |
| 4          | 27 september 2017 | 246.000     | € 6.926        | katholiek    |
| 5          | 4 oktober 2017    |             | € 5.644        | geuzen       |
| 6          | 11 oktober 2017   | 303.000     | € 7.026        | Nederland    |
| 7          | 18 oktober 2017   | 336.000     | € 7.026        | Wilhelmina   |
| 8          | 25 oktober 2017   | 301.000     | € 7.128        | Middelburg   |
| 9          | 1 november 2017   | 364.000     | € 8.680        | monarchist   |
| 10         | 8 november 2017   | 379.000     | € 8.980        | Wilhelmus    |

## Seizoen 2 (2019)
De afleveringen van seizoen 2 zijn opgenomen bij het Sint-Jozef Jezuïetenklooster.
| Naam                  | Week 1 | Week 2 | Week 3 | Week 4 | Week 5 | Week 6 | Week 7 | Week 8 | Opmerking   |
| --------------------- | ------ | ------ | ------ | ------ | ------ | ------ | ------ | ------ | ----------- |
| Juvat Westendorp      |        |        |        |        |        |        |        | Finale | Winnaar     |
| Dennis Weening        |        |        |        |        |        |        |        | Finale | Tweede      |
| Francisco Elson       |        |        |        |        |        |        |        | Finale | Derde       |
| Jessie Maya           |        |        |        |        |        |        |        |        | 7e afvaller |
| Kelvin Boerma         |        |        |        |        |        |        |        |        | 6e afvaller |
| Bobbi Eden            |        |        |        |        |        |        |        |        | 5e afvaller |
| Zarayda Groenhart     |        |        |        |        |        |        |        |        | 4e afvaller |
| Bastiaan van Schaik   |        |        |        |        |        |        |        |        | 3e afvaller |
| Kim Lammers           |        |        |        |        |        |        |        |        | 2e afvaller |
| Vivianne Bendermacher |        |        |        |        |        |        |        |        | 1e afvaller |

Legenda:
 Kandidaat moest deze aflevering het spel verlaten.
 Kandidaat uit het spel
 Kandidaat is nog in het spel
Afleveringen
| Aflevering | Uitzenddatum  | Kijkcijfers | Sleutelwoord(en)        |
| ---------- | ------------- | ----------- | ----------------------- |
| 1          | 4 maart 2019  | 376.000     | kunstenaar              |
| 2          | 11 maart 2019 | 411.000     | geschiedenis            |
| 3          | 18 maart 2019 | 359.000     | architect               |
| 4          | 25 maart 2019 | 452.000     | akkerbouw               |
| 5          | 1 april 2019  | 489.000     | fotografie              |
| 6          | 8 april 2019  | 415.000     | archeologie             |
| 7          | 15 april 2019 | 403.000     | muziek                  |
| 8          | 22 april 2019 | 334.000     | Afsluitdijk & Rembrandt |

## Seizoen 3 (2020)
De afleveringen van seizoen 3 zijn opgenomen op het voormalige hoogovencomplex op het Landschaftspark Duisburg-Nord.
| Naam                   | Week 1 | Week 2 | Week 3 | Week 4 | Week 5 | Week 6 | Week 7 | Week 8 | Opmerkingen |
| ---------------------- | ------ | ------ | ------ | ------ | ------ | ------ | ------ | ------ | ----------- |
| Marije Zuurveld        |        |        |        |        |        |        |        | Finale | Winnaar     |
| Giovanni Latooy        |        |        |        |        |        |        |        | Finale | Tweede      |
| Renate Gerschtanowitz  |        |        |        |        |        |        |        | Finale | Derde       |
| Glen Faria             |        |        |        |        |        |        |        |        | 7e afvaller |
| Lucretia van der Vloot |        |        |        |        |        |        |        |        | 6e afvaller |
| Donnie                 |        |        |        |        |        |        |        |        | 5e afvaller |
| Qucee                  |        |        |        |        |        |        |        |        | 4e afvaller |
| Anouk Maas             |        |        |        |        |        |        |        |        | 3e afvaller |
| Nick Golterman         |        |        |        |        |        |        |        |        | 2e afvaller |
| Tess Milne             |        |        |        |        |        |        |        |        | 1e afvaller |

Legenda
 Kandidaat moest deze aflevering het spel verlaten.
 Kandidaat uit het spel
 Kandidaat is nog in het spel
Afleveringen
| Aflevering | Uitzenddatum  | Kijkcijfers | Sleutelwoord(en)             |
| ---------- | ------------- | ----------- | ---------------------------- |
| 1          | 16 maart 2020 | 476.000     | elektriciteit                |
| 2          | 23 maart 2020 | 322.000     | vliegtuig                    |
| 3          | 30 maart 2020 | 270.000     | stoommachine                 |
| 4          | 6 april 2020  | 329.000     | windmolen                    |
| 5          | 13 april 2020 | 317.000     | radio                        |
| 6          | 20 april 2020 | 288.000     | rekenmachine                 |
| 7          | 27 april 2020 | 299.000     | boekdrukkunst                |
| 8          | 11 mei 2020   | 329.000     | hoogoven & Leonardo da Vinci |

## Kritiek
Vanuit de politiek kwam kritiek op de programma's The Big Escape en Risky Rivers. Jan Paternotte van D66 vond dat de programma's beter bij een commerciële omroep zouden passen, aangezien de belastingbetaler hier niet voor hoort te betalen. Dilan Yeşilgöz-Zegerius van de VVD deelde deze mening. Zij vond dat de media zich beter kunnen richten op educatie en nieuws. De NPO vond het juist wel relevant genoeg om uit te zenden: "Het is bij uitstek een programma voor een jongere doelgroep; amuserend met een diepere laag".
Andermans Veren ·
Atlas ·
Babbelonië ·
BankGiro Loterij Restauratie ·
Blik op de weg ·
Bloedverwanten ·
Buitenhof** ·
Dag Juf, tot morgen ·
De Astronautjes ·
De Bereboot ·
De Brekers ·
De Droomshow ·
De Sleutels van Fort Boyard ·
De tiende van Tijl ·
De Troon ·
Die is de mol! ·
EenVandaag* ·
Een mens wil... ·
Eén van de acht ·
Expeditie Poolcirkel*** ·
Fort Boyard ·
Gouden Televizier-Ring Gala ·
Hoe heurt het eigenlijk? ·
In de hoofdrol ·
Join the Beat ·
Junior Eurovisiesongfestival ·
Junior Songfestival ·
Karel ·
Kinderprinsengrachtconcert ·
Koefnoen ·
Kom er maar eens achter ·
Lawaaipapegaai ·
Mag ik u kussen? ·
Mensen zoals jij en ik ·
Missers! ·
Nederland in Beweging!**** ·
Ontdek je plekje ·
Op de Bon ·
Op zoek naar Danny & Sandy ·
Op zoek naar Evita ·
Op zoek naar Joseph ·
Op zoek naar Maria ·
Op zoek naar Mary Poppins ·
Op zoek naar Zorro ·
Opium ·
Opsporing Verzocht ·
Prinsengrachtconcert ·
Service Salon ·
Sterrenjacht ·
Sterrenslag ·
Stuif es in ·
Telebingo ·
Televizier ·
The Phone ·
Toppop3 ·
Tussen Kunst & Kitsch ·
Vinger aan de Pols ·
We gaan nog niet naar huis ·
Wedden dat..? ·
Wie-kent-kwis ·
Wie is de Mol? ·
Wie is de Mol? Junior ·
Wordt Vervolgd
* In samenwerking met de TROS
** In samenwerking met VARA en VPRO
*** Dit programma is overgegaan naar RTL 5
**** Dit programma is overgegaan naar MAX